# Cortejo (álbum)
Cortejo é o segundo álbum de estúdio do cantor, compositor, multi-instrumentista e produtor Emerson Leal, lançado em 30 de agosto de 2016.

## Lançamento e recepção
"Cortejo" foi destaque na Billboard no dia de seu lançamento. Na nota, a revista comenta que Leal "canta sobre o amor, o futuro e a nossa vontade de ser feliz ao buscar mudanças." Na noite deste mesmo dia 30 de agosto, a edição do Programa Modular, da Rádio Roquette-Pinto, no Rio de Janeiro, foi dedicada ao lançamento do "Cortejo" e contou com a participação de Emerson Leal ao vivo no estúdio. O Jornal A Tarde, de Salvador, publicou matéria exclusiva sobre o álbum no dia 02 de novembro. O jornalista Daniel Oliveira chamou a atenção para a sofisticação pop das canções e dos arranjos. A Educadora FM (Salvador), assim como fez na ocasião do primeiro álbum, dedicou também ao "Cortejo" uma edição do programa "Especial das Seis", no dia 31 de janeiro de 2017. Foram executadas algumas faixas do disco, intercaladas com comentários do próprio artista sobre o trabalho.

### Nota
- A canção "Vai que dá certo", faixa 7 do álbum, foi incluída pela cantora Ana Carolina no seu show "Ruído Branco", que estreou em janeiro de 2017 no Rio de Janeiro.

## Faixas
| N.º | Título                               | Compositor(es)                | Duração |  |
| 1.  | "A fúria"                            | Emerson Leal                  | 2:52    |  |
| 2.  | "Seu nome"                           | Emerson Leal                  | 3:42    |  |
| 3.  | "Tipo nós [part.: Lívia Nestrovski]" | Emerson Leal/Luiz Tatit       | 3:31    |  |
| 4.  | "Sem batom"                          | Emerson Leal                  | 3:39    |  |
| 5.  | "Coisinho"                           | Emerson Leal                  | 2:57    |  |
| 6.  | "Mil musas distraídas"               | Emerson Leal                  | 3:41    |  |
| 7.  | "Vai que dá certo"                   | Emerson Leal                  | 3:04    |  |
| 8.  | "Você aqui"                          | Emerson Leal                  | 2:35    |  |
| 9.  | "Parado no perigo"                   | Ana Clara Horta/Gabriel Pondé | 0:45    |  |

## Ficha Técnica
Produzido e dirigido por Emerson Leal
Gravado no Rio de Janeiro (RJ), entre junho de 2015 e junho de 2016, nos estúdios Casa do Mato (Por Igor Ferreira), Espaço Musical Praia de Botafogo (por Rafael Camacho e Emerson Leal), Tenda da Raposa (por Carlos Fuchs e Gustavo Krebs), Ouvido em pé (por Kim Carvalho) e El Tiburón, por Emerson Leal
Assistentes de estúdio (Casa do Mato): Rafaela Prestes e Falcon
Editado e mixado no estúdio El Tiburón por Emerson Leal
Masterizado por Felipe Tichauer no estúdio Red Traxx Mastering (Miami/Fl/USA)
Capa, arte e projeto gráfico por Mariana Volker

## Músicos
- Emerson Leal – Voz, vocais, violão nylon (exceto faixa 7), synths, guitarra (faixas 1, 4, 7 e 9), guitarra baiana (faixa 7), charango (faixa 6), arranjos de cordas.
- Rafael Camacho – Guitarras (faixas 2, 3 e 5)
- Pitito (Luiz Fernando Veloso) – Bateria (faixas 2, 4, 5, 6, 7, 8 e 9)
- Quarteto Radamés Gnattali: Carla Rincón - Violino, Andreia Carizzi - Violino, Estevam Reis - Viola e Hugo Pilger - Cello (faixas 3, 6, 8 e 9)
- João Callado – Cavaquinho (faixa 2)